# Чадаева, Алина Яковлевна
Алина Яковлевна Чадаева (1931, Нижний Новгород — 22 октября 2022, Москва) — русская писательница, собиратель фольклора, исследователь культур коренных народов русского Севера и Дальнего Востока. Активист общественного движения за признание Великого Князя Михаила Александровича последним законным правителем России от Дома Романовых, а также за канонизацию всех Алапаевских мучеников.

## Биография
Родилась в Нижнем Новгороде. Дочь управляющего делами Совнаркома СССР Чадаева Якова Ермолаевича и Шафрановой Ольги Фёдоровны из семьи сельского учителя.
По окончании средней школы окончила историко-филологический факультет Горьковского государственного университета. Работала преподавателем русского языка и литературы в школе рабочей молодёжи и в средней школе. В конце 1950-х годов Чадаева попала под колпак спецслужб за то, что помогла своему товарищу по литературному кружку редактировать «крамольное» письмо советскому вождю Н. С. Хрущёву с порицанием его ошибочной внешней и внутренней политики. Была вынуждена уехать на Сахалин, где несколько лет работала в районной газете в городе Чехове и в областной молодёжной газете в Южно-Сахалинске.
В 1970-е годы, вернувшись на Дальний Восток, в Хабаровск, стала изучать культуры коренных народов Севера (чукчи, эскимосы, эвены) и Дальнего Востока (нанайцы, удэгейцы, нивхи, эвенки). Результаты её исследований опубликованы в книгах «К югу от северного сияния», «Национальная игрушка», «Древний свет». Переводила произведения эскимосской поэтессы Зои Ненлюмкиной и нанайцев Понгса Киле и Анны Ходжер. Много путешествовала по Архангельскому Северу. В его людях и обычаях она видит воплощение русского национального характера. На материале этих наблюдений написала в жанре притчей «Страшный суд», «Круг», «Цветёт терен».

## Работа
По слову редактора газеты «Литературная Россия» В. В. Огрызко, «если бы Алина Чадаева не родилась писателем, она стала бы… прекрасным языковедом и этнографом. Трудно найти человека, который не только хорошо различает речь поморов и псковитян, нижегородцев и вологдочан, но и умеет её точно передавать… через язык, проникая в самую суть человеческих характеров». Её повесть «Страшный суд» поразила читателей точностью интонаций северного говора (Вячеслав Огрызко, «Против течения: статьи и заметки о современной литературе», М. "Литературная Россия, 2010). Виктор Петрович Астафьев написал об этой повести восторженное письмо в редакцию магаданского журнала «На Севере дальнем», где эта притча позднее была напечатана. Чадаева сотрудничает с журналом «Мир Севера», где пишет статьи о духовной жизни северных народов. Изучая их мировоззрение, воплощённое в обычаях и фольклоре, она старается прикоснуться к сущности их сакральных знаний. Главный её вывод — о единстве мирового духовного начала, равнозначности религий в сфере познания духовного космоса.
Новый взгляд на личность и творчество А. П. Чехова изложила в книге «Православный Чехов», выдержавшей три издания. В 2000-е годы Чадаева обратилась к трагической судьбе Романовых, особенно Алапаевских мучеников, то есть тех представителей Дома Романовых, которые были заживо сброшены в шахту близ уральского промышленного города Алапаевск. После взятия Алапаевска армией Колчака их останки были перевезены в Китай и захоронены на месте бывшей, ныне уничтоженной, Русской Духовной Миссии недалеко от столицы Китая Пекина. Ссылаясь на Русскую Православную Церковь Заграницей, которая в 1981 году канонизировала всех убиенных Романовых, в том числе и всех Алапаевских мучеников, Чадаева ставит вопрос о патриотическом акте перенесения их останков в Россию. За свой счёт писательница опубликовала книги о каждом из них, считая несправедливым, что Русская Православная Церковь канонизировала только Елизавету Фёдоровну и сестру Марфо-Мариинской обители в Москве Варвару. Принимала активное участие в издании книги Владислава Краснова «Пермский крест» о судьбе Великого Князя Михаила Александровича Романова, убитого в Перми 12 июня 1918. Её последняя книга «Августейший поэт» посвящена Великому князю Константину Константиновичу Романову, которого она считает не только замечательным поэтом (выступавшим под псевдонимом КР), но и вдумчивым переводчиком произведений Шекспира, Шиллера, Гёте, создателем Пушкинского Дома в Петербурге, заботливым попечителем (Генерал-инспектором) всех кадетских корпусов, чьи выпускники, отличаясь верностью долгу, не щадили себя в борьбе за Веру, Царя и Отечество в годы революции и гражданской войны. Книга включает эссе о Владимире Палее, молодом, но зрелом поэте, который тоже был сброшен в алапаевскую шахту, хотя у него был выбор остаться живым, если бы он отказался от родства с Романовыми. Книга Чадаевой «Великий князь Сергей Михайлович» о Генерал-инспекторе артиллерии Императорской армии в первой мировой войне — первая и пока единственная в России, посвящённая этому выдающемуся военному деятелю, которого также постигла участь Алапаевских мучеников.

## Главные сочинения
- Чадаева, Алина, Автопортрет с сундуком: повести, Издательство: М.: Советский писатель, Переплет: мягкий; 376 страниц; 1988 г.; Формат: стандартный, язык: русский.
- Чадаева А., Крест., М. Полимедиа 2007 г. 136 с. твердый переплет, обычный формат. (ISBN 5-89180-026-8 / 5891800268
- «Эдемская память» М. 2006.[15]
- Здравствуй, Влад! Послания в Запредельное, Алина Чадаева, 2007, 116 pages[16]
- К югу от северного сияния: очерки об искусстве народов Севера, Алина Чадаева, Хабаровское книжное изд-во, 1981, 101 с.[2]
- Национальная игрушка, Алина Чадаева, Хабаровское книжное изд-во, 1986, 93 с.[2]
- Древний свет: Сказки, легенды, предания народов Хабаровского края, Алина Чадаева, Хабаровское кн. изд-во, 1990, 239 с.[2]
- «Радость моя несказанная». М. 2005.[17]
- Православный Чехов, Алина Чадаева, полиmeдиа, 2009, 224 с.[10]
- «Лествица Великой Княгини Елизаветы Фёдоровны», М. 2011
- Августейший поэт: Великий князь Константин Константинович, Алина Яковлевна Чадаева, Владимир Палей (князь), Вече, 2013 — Всего страниц: 494[4]
- Великий Князь Сергей Михайлович: реформатор артиллерии, алапаевский мученик, Алина Чадаева, 2012, 160 с.[2]
- Князь Владимир Палей из рода Романовых. Поэт. Мученик. Святой. Жизнь и житие, Book ID:1402/592300, Publisher: Москва, 2010, Pages#:176ISBN, Tirage:300, Type:Paperback[18]
- Православный Чехов, Алина Чадаева, полиmeдиа, 2004, 224 с.[10]
- Северные притчи: сборник, Алина Чадаева, Book ID:1658/703050, Publisher: Москва, Pages#:360, Date: 2012, Tirage: 150, CoverType: Hardcover[19]
- «Нет ни еллина, ни иудея», Алина Чадаева, Литературная Россия, 2016[7]
- «„Виденья из пламени и стекла“. Эмали Андрея Авдеева», Алина Чадаева, Литературная Россия, 2017[7]
- Издательский проект. И. Д. Сургучёв. Повесть «Детство Императора Николая II». Роман «Ночь». Алина Чадаева «Свеча на горЕ». М. «Литературная Россия». 2018.
- «У души для рождения нет». Стихо-творения. Алина Чадаева. М. 2019.
- «Зодчий Николай Львович Шевяков». Алина Чадаева. М. 2019.
- «Вселенная нанайских сказителей». Алина Чадаева. М. 2020.
- «Будьте как дети». Алина Чадаева. М. 2020.